# موش برنج کالیفرنیایی
موش برنج کالیفرنیایی (Oryzomys peninsulae) جونده‌ای است در خانواده همسترهای دم‌کوتاه که در غرب مکزیک زندگی می‌کند.